# Iñaki Irazabalbeitia

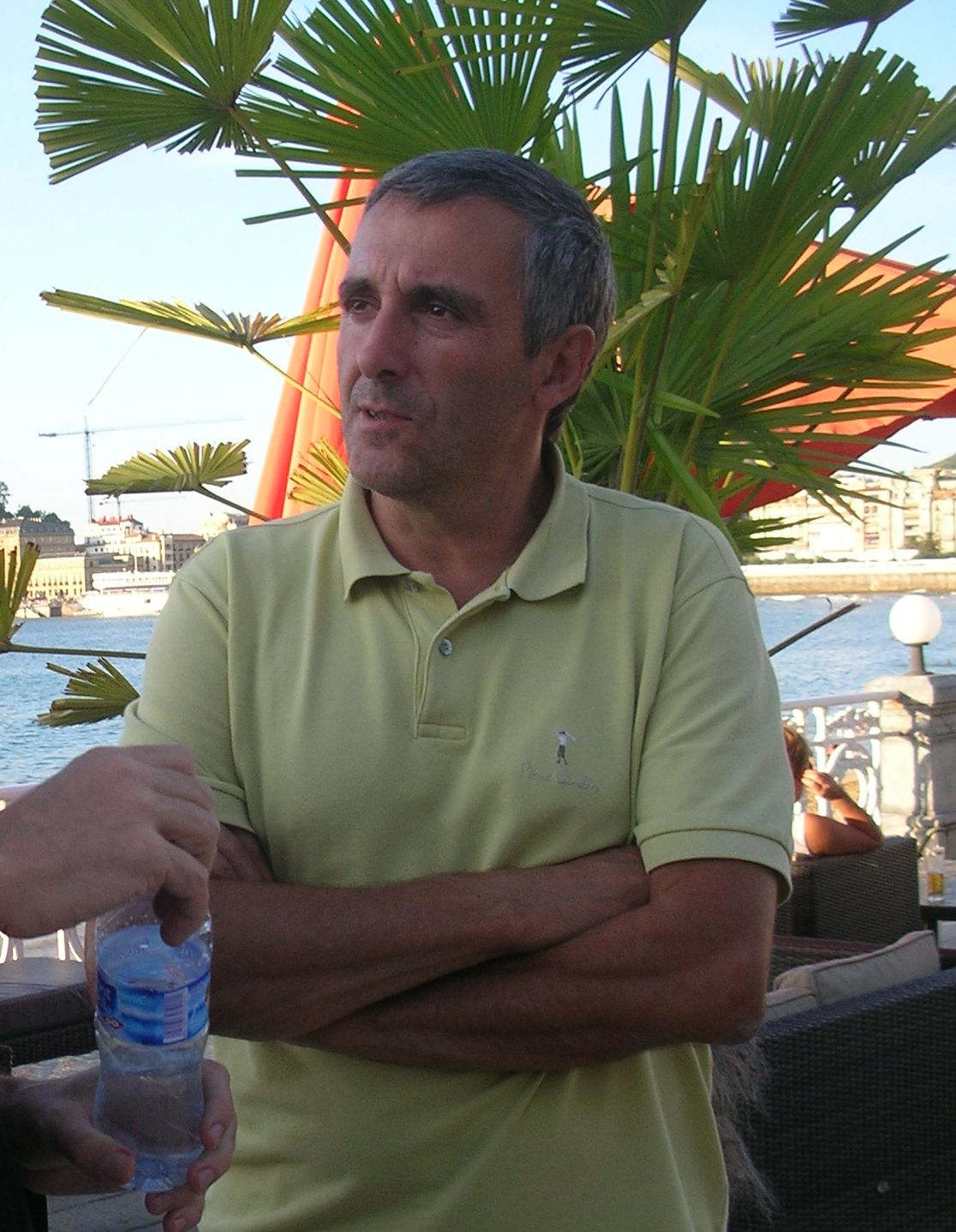
Iñaki Irazabalbeitia, september 2009

Iñaki Irazabalbeitia Fernández (Donostia-San Sebastián, 1 augustus 1957) is een Baskisch scheikundige en politicus voor de partij Aralar. Vanaf 10 juli 2013 heeft hij zitting in het Europees Parlement voor de lijstverbinding Europa van de Volkeren-De Groenen die deel uitmaakte van de fractie De Groenen/Vrije Europese Alliantie. Hij is de opvolger van Ana Miranda van het Galicisch Nationalistisch Blok.
Irazabalbeitia studeerde scheikunde aan de Universiteit van Baskenland. Na zijn promotie werkte hij bij het bedrijf Elhuyar, waarvoor hij een tijdschrift en een encyclopedie uitgaf. Later werd hij de directeur van dit bedrijf. Na een tussenstop als directeur van een technische school keerde hij terug naar Elhuyar en werd bedrijfsleider van een afdeling voor linguïstische techniek. Sinds 2003 is hij lid van de Koninklijke Academie van de Baskische Taal.
Hij was een tijdlang plaatsvervangend coördinator van de partij Aralar. Ook zat hij voor deze partij in de gemeenteraad van Tolosa. In het Europees Parlement is hij lid van de commissies regionale ontwikkeling en verzoekschriften, en van de delegaties voor betrekkingen met Mercosur en in de Euro-Latijns-Amerikaanse Parlementaire Vergadering.
- Biblioteca Nacional de España: XX970805
- International Standard Name Identifier: 0000 0000 7829 2067
- Library of Congress Control Number: nr98023206
- Système universitaire de documentation: 202750574
- Virtual International Authority File: 100955528
- WorldCat: E39PBJk4GXKY4PRTwtkYmTWqwC